# سد ارمنستان
سد ارمنستان (به لاتین: Armenia Dam) یک سد در آفریقای جنوبی است که در Hobhouse, Free State واقع شده‌است.